# Schafkopf
Schafkopf ist ein traditionelles deutsches Kartenspiel. In seiner heutigen Gestalt als Bayerischer Schafkopf oder Bayerisch-Schafkopf ist es eines der beliebtesten und verbreitetsten Kartenspiele Bayerns und angrenzender Regionen. Es gilt als Kulturgut und Teil der altbayrischen und der fränkischen Lebensart.

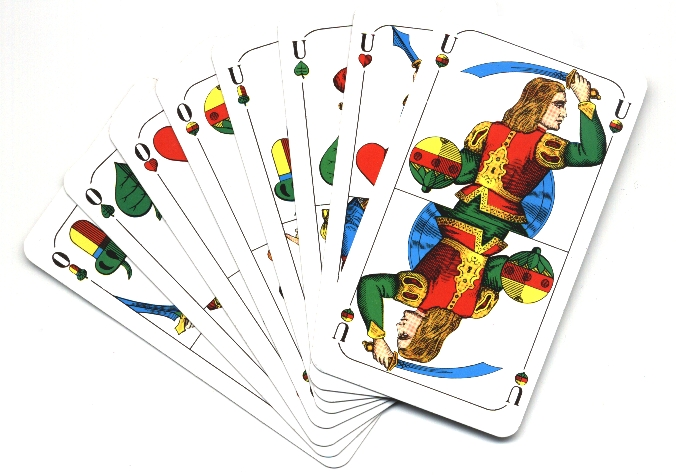
Schafkopf, Bayerisches Blatt

Richtschnur für die Einzelheiten des Spielverlaufs und das Verhalten der Spieler ist das Regelwerk des Bayerischen Schafkopf-Vereins oder die überarbeitete Version der Schafkopfschule. Allerdings wird das Schafkopfen – anders als etwa Skat – kaum als Sport, sondern eher als reine Freizeitbeschäftigung verstanden. Demzufolge findet in Privatrunden eine Vielzahl von tradierten, nur selten schriftlich fixierten Regelungen und Spielarten Anwendung, welche sich von Region zu Region erheblich unterscheiden können.

## Geschichte

### Etymologie

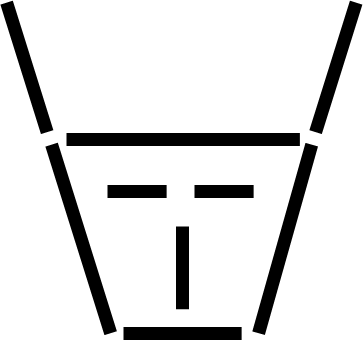
Wertung beim Schafkopf

Zum Ursprung des Wortes Schafkopf gibt es verschiedene Theorien, die meist auf volkskundliche Überlieferungen zurückgehen. Die spärlichen Quellen weisen allerdings darauf hin, dass weder Spiel noch Wort bayerischen Ursprungs sind.
Eine mögliche Erklärung geht davon aus, dass man ursprünglich die Spiele mit neun oder zwölf Kreidestrichen notierte, welche sich zum Bild eines stilisierten Schafskopfs zusammenfügten. Belege für derartige Notationen sind im bayerischen Kontext allerdings nicht zu finden – hier wurde offenbar stets das unmittelbare Spiel um Geld bevorzugt.
Bis Ende der 1960er Jahre war in Bayern die alternative Schreibweise Schaffkopf nicht selten zu finden; die entsprechende Diskussion um die vermeintlich einzig richtige Form und deren Hintergründe war in dieser Zeit Gegenstand ausführlicher Erörterungen – unter anderem in den Leserbriefspalten der bayerischen Presse – ehe sich ab etwa 1970 die gängige Variante Schafkopf weitgehend durchsetzte. Weitgehend in Vergessenheit geraten, plädierte der Autor Wolfgang Peschel Anfang der 1990er Jahre unter Verweis auf die im Volksmund überlieferte Ansicht, dass in früheren Zeiten auf den Deckeln (= Köpfen) von Fässern (oberdeutsch Schaff, vgl. Schäffler/Scheffel) gespielt (geklopft) worden sein soll, für die Doppel-f-Schreibweise. Obschon diese Hypothese in Fachkreisen einhellig abgelehnt wird und sich in älteren Quellen auch keinerlei Belege dafür finden lassen, ist sie im Internet weit verbreitet.

### Vorläufer
Als mittelbare Vorläufer der verschiedenen Spiele der Schafkopf-Familie (also auch Doppelkopf und Skat) können das sich seit Ende des 17. Jahrhunderts in höfischen Kreisen verbreitende, aus Frankreich kommende spanische Nationalspiel L’Hombre (Lomber) bzw. dessen Vierspielervariante, die Quadrille, und deren vereinfachte deutsche Ableitung, das Deutsch Solo, gelten. Die Unterscheidung zwischen variablen und ständigen Trümpfen sowie die Spielfindung durch Ansage und Reizen entstammt wohl diesen Spielen.
Das Spezifikum des Bayerischen Schafkopf, die Partnerfindung durch Rufen einer Ass, war ebenfalls im Deutsch Solo üblich; die Ermittlung der Gewinnerpartei durch Zählen der Augen (anstatt der Stiche) hingegen hat einen anderen Ursprung, etwa im Bayerischen Tarock oder verwandten Spielen.

### Entstehung und Entwicklung

Schafkopf-Büchlein, 1895

Ursprung und Entwicklung des Schafkopfspiels sind – etwa im Vergleich zu Skat – eher schlecht dokumentiert. Dies mag zum einen in seiner relativ geringen gesellschaftlichen Reputation liegen – in der ersten Hälfte des 19. Jahrhunderts galt Schafkopf vor dem Hintergrund der auch und insbesondere an den Universitäten immer populärer werdenden Kartenspiele (wie etwa Deutsches Solo oder auch Skat) als vergleichsweise unmodernes und einfaches „Bauernspiel“ – zum anderen an begrifflichen Verschiebungen: Ursprünglich bezog sich die Bezeichnung auf mehrere, mehr oder weniger im sächsisch-thüringischen Raum angesiedelte Vorläufervarianten wie Wendischer oder Deutscher Schafkopf. In diesen älteren Schafkopfvarianten wurde die Spielerpartei bei Partnerspielen generell durch ein Zusammenspiel der beiden höchsten Trümpfe ermittelt, wie es ganz ähnlich zum Beispiel auch heute noch im Doppelkopf (Kreuz-Damen) gehandhabt wird.
Die in der Pfalz und in den USA (dort insbesondere in Minnesota und Wisconsin, vgl. Sheepshead) gespielten Varianten sind als Weiterentwicklungen dieses deutschen Schafkopfs aufzufassen. Die in Bayern oft gehörte Vermutung, dass sich Skat und Doppelkopf aus dem bayerischen Schafkopf entwickelt hätten, kann nicht belegt werden; eher zu vermuten ist eine parallele Entwicklung aller drei Spiele.
Erstmals schriftlich erwähnt wurde das Schafkopfspiel im sächsischen Straf- und Bußgeldkatalog des Jahres 1782 (Zechen und Spielen an Werktagen und Sonntagen) – bezeichnenderweise mit der Bemerkung, dass es im Gegensatz etwa zu Hazard nicht als Glücksspiel im juristischen Sinne zu gelten habe („Schafkopf […] non est ludus merae fortunae.“) und daher erlaubt sei. 1811 wurde Schafkopf von Paul Hammer in Leipzig in eine Beschreibung deutscher Kartenspiele aufgenommen.
In Bezug auf Bayern wird Schafkopf 1837 im III. Band des Bayerischen Wörterbuches von J. A. Schmeller erstmals erwähnt. Die spezifisch bayerische Variante entstand mit der Einführung des Rufspiels in der ersten Hälfte des 19. Jahrhunderts – offenbar in Franken: Die erstmalige Erwähnung eines definitiv nach bayerischen Regeln (in Gräfenberg) gespielten Schafkopfspiels datiert aus dem Jahr 1849. Das Oberpfälzische Zeitblatt (Amberg) berichtete bereits im Juni 1843 über eine ziemliche Verbreitung eines gewissen Kartenspieles namens Schafkopf in manchen Gegenden Frankens. Im Bayerischen Wald war um 1900 noch das Tarockspiel populärer. Die Frage nach dem Ursprung des Bayerischen Schafkopf lässt sich nicht abschließend beantworten, jedoch legen die vorhandenen Quellen eine Wanderung von Norden nach Süden nahe.
Die früheste klare Beschreibung der bayerischen Abart von Schafkopf tauchte 1876 in Das edle Schafkopf-Spiel auf, einem Gedicht vom L. Schwarzmann im Regensburger Conversations-Blatt. Dieses listet alle 14 Trümpfe, die Spielansagen Rufer und Solo sowie Besonderheiten wie Schneider und die Ruf-Sau.
Die ältesten schriftlich fixierten Regeln zum Bayerischen Schafkopf finden sich in Der gewandte Kartenspieler: 2. Der Schaffkopf: ein geistreiches Kartenspiel, die 1884 in Würzburg veröffentlicht wurde. Über ein Jahrzehnt später folgt das besser bekannte Schafkopf-Büchlein – Ausführliche Anleitung zum Erlernen und Verbessern des Schafkopfspiels mit deutschen Karten (Amberg 1895); der Autor geht hier explizit auf die Unterschiede zu den in Norddeutschland gespielten Schafkopfvarianten, sprich Skat und Doppelkopf, ein.
Bei den frühesten Spielregeln gibt es bloß zwei Spiele: die Frage (heute Rufer, Rufspiel od. Sauspiel), bei dem Herz immer Trumpf ist, und der Spielmacher eine Sau einer Fehlfarbe ruft und der mit dem Rufsau sein Mitspieler wird; und das Solo, bei dem der Spielmacher irgendeine Farbe als Trumpf nennt und allein gegen drei Gegenspieler spielt. Nach dem Zweiten Weltkrieg tauchen weitere Spiele auf, insbesondere das Bettel und der Ramsch sowie Schieber-Solo. 1974 wurde der heute standardmäßige Wenz noch als eine Variante beschrieben.
Offiziell festgelegt wurden die Spielregeln erst beim 1. Bayerischen Schafkopf-Kongress am 17. Dezember 1989 im Münchner Hofbräuhaus durch den Bayerischen Schafkopf-Verein e. V. Der Verein Schafkopfschule e. V. veröffentlicht eine überarbeitete Version auf seiner Website. Die Schafkopfschule hat sich mittlerweile als eine Art inoffizielle Berufungsinstanz bei Fragen der Regelauslegung etabliert.
Mit „Schafkopf“ war einst im Hessen auch das Kartenspiel Schwarzer Peter gemeint.

## Ziel des Spiels
Ziel des Spiels ist es, durch Stechen möglichst viele Punkte zu erreichen: Normalerweise gilt ein Spiel für die Spielerpartei mit 61 Punkten (Augen) als gewonnen, mit 91 Augen als mit Schneider gewonnen; werden alle acht Stiche gemacht, gilt dies als schwarz gewonnen. Mit 31 Augen ist die Spielerpartei Schneider frei.
Für die Nichtspielerpartei hingegen ist entsprechend das Spiel mit 60 Augen gewonnen und mit 90 Augen mit Schneider gewonnen sowie mit 30 Augen Schneider frei.
Ausnahme bilden die als Tout angesagten Spiele, welche nur als gewonnen gelten, wenn alle Stiche gemacht werden.

## Spielmaterial

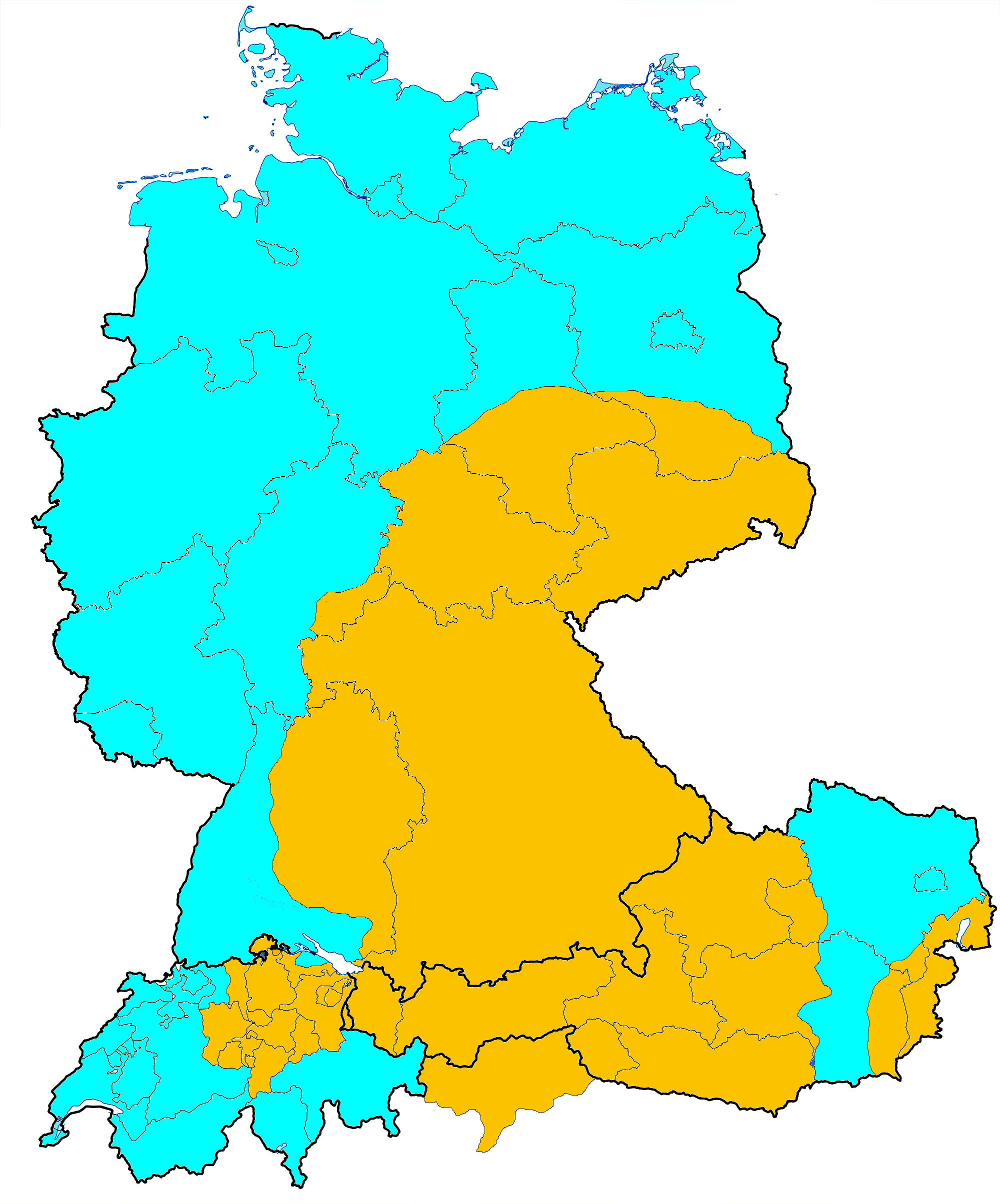
Gebrauch und Verbreitung von und Kartenblättern in Deutschland, der Schweiz, Liechtenstein, Österreich und Südtirol

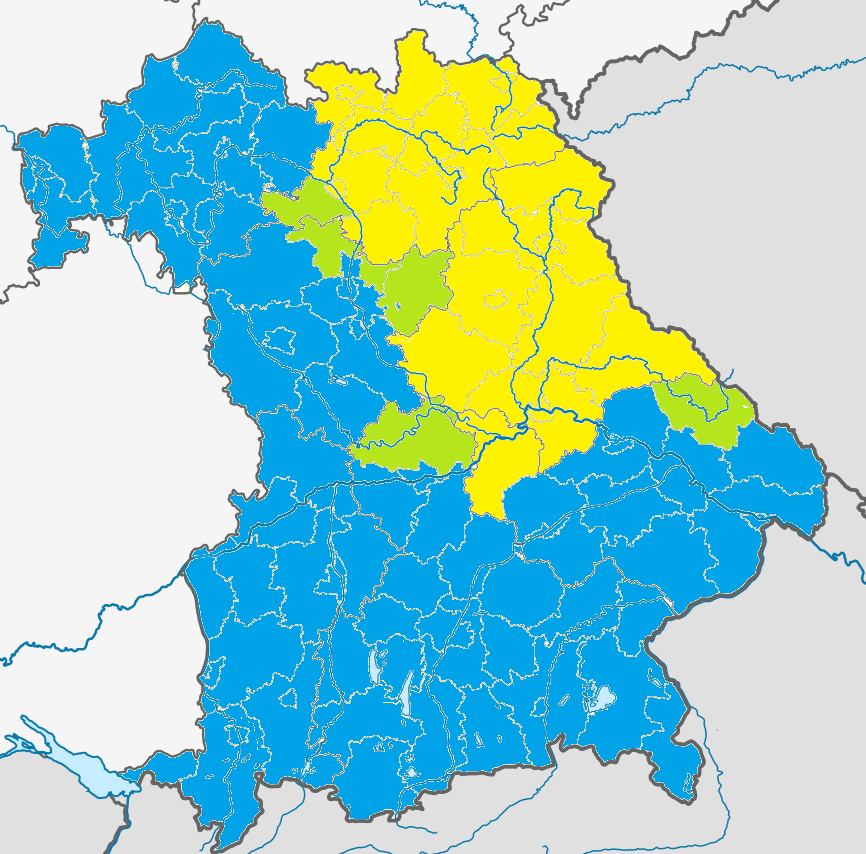
Bayerische Regionen, in denen Schafkopf vorzugsweise
mit der langen Karte
mit der kurzen Kartegespielt wird
Übergangsregionen

Schafkopf wird in Bayern mit dem Bayerischen Blatt, einer Variante des Deutschen Blatts (in Franken auch mit dem verwandten fränkischen Blatt) mit vier Spielern und 32 Karten (lange Karte oder langes Blatt) – also acht Karten je Spieler – gespielt. In Teilen Nordostbayerns (Oberpfalz und Oberfranken) wird hingegen die kurze Karte (kurzes Blatt) mit 24 Karten (ohne Achten und Siebenen) bzw. mit 20 Karten (ohne Neunen, Achten und Siebenen) – entsprechend sechs bzw. fünf Karten je Spieler – bevorzugt.

### Kartenwerte
| Farben des bayerischen Blattes           | Farben des bayerischen Blattes          | Farben des bayerischen Blattes         | Farben des bayerischen Blattes             |
| ---------------------------------------- | --------------------------------------- | -------------------------------------- | ------------------------------------------ |
| Eichel                                   | Grün Gras                               | Herz                                   | Schellen                                   |
| Eichelsymbol der Bayerischen Spielkarten | Blattsymbol der Bayerischen Spielkarten | Herzsymbol der Bayerischen Spielkarten | Schellensymbol der Bayerischen Spielkarten |

Zu jeder Farbe gibt es 8 Karten (also insgesamt 32) mit nebenstehenden Werten (Augen).
Die Karten jeder Farbe zählen zusammen 30 Augen, insgesamt sind somit 120 Augen zu verteilen.
Neunen, Achten und Siebenen zählen jeweils 0 Augen und werden auch  Spatzen, Nichtser(le), Leere oder Luschen genannt. Achten und Siebenen werden beim Schafkopf mit der kurzen Karte – wie oben erwähnt – weggelassen.

## Das Standardspiel
Überall verbreitet sind die drei Standardspielvarianten Normalspiel, Farbsolo und Wenz, siehe unten. Auf ihnen basiert das Standard-Regelwerk, das 2007 von der Schafkopfschule in München veröffentlicht und 2023 ins Englische neu übersetzt wurde. Dieses Regelwerk ist auf Schafkopfturnieren meist ausschließlich zugelassen. Man spricht hierbei auch vom „reinen“ Schafkopf. Daneben haben sich eine ganze Reihe erweiternder Spielmöglichkeiten mit oft nur regionaler Bedeutung entwickelt, deren wichtigste im Kapitel Erweiternde Spielvarianten aufgeführt sind.

### Das Normalspiel: Ruf-, Sau- oder Partnerspiel
Beim Normalspiel (Rufspiel; auch: Sau- oder Partnerspiel) repräsentieren grundsätzlich die vier Ober und danach folgend die vier Unter in der Reihenfolge (absteigend) der Farben Eichel, Gras (auch: Blatt, Grün, Blau, Laub), Herz und Schellen die höchsten Trümpfe; weiterhin gelten die restlichen Herzkarten in der Reihenfolge Ass/Sau, Zehn, König, Neun, Acht, Sieben als Trümpfe, insgesamt gibt es somit deren 14. Alle anderen Karten werden als Farben bezeichnet.
Es spielen jeweils zwei Spieler gegen die beiden anderen. Der Spielmacher sagt ein Rufspiel an; sagt keiner der Mitspieler ein höherwertiges Solospiel an, ruft der Spielmacher ein beliebiges Farb-Ass (also Eichel-, Gras- oder Schellen-Ass/Sau) seiner Wahl, das er nicht selber auf der Hand hat und von dessen Farbe er allerdings mindestens eine Karte besitzen muss. Der Spielmacher und der Besitzer des gerufenen Asses spielen dann zusammen und bilden die Spielerpartei, die beiden anderen bilden die Nichtspielerpartei. Die gewonnenen Stiche der Partner werden am Ende des Spiels addiert.
Für gewöhnlich stellt sich erst während des Spiels heraus, wer das gerufene Ass besitzt, so dass zunächst nur der Spieler, welcher das Ass besitzt, über die Zugehörigkeit im Bilde ist. Deshalb kann das Ass gesucht werden: Die gewählte Farbe kann von einem der drei anderen Spieler angespielt werden; in diesem Fall muss das Ass zugegeben werden, auch wenn noch eine andere Karte derselben Farbe vorhanden ist. Das gerufene Ass darf auch nicht abgeworfen werden. Wird also eine Farbe (oder Trumpf) angespielt, in der der gerufene Spieler frei ist, darf er das Ruf-Ass nicht spielen; wird die Ruffarbe im Spielverlauf nicht angespielt, kann es daher erst im letzten Stich fallen.
Entsprechend kann der Besitzer des gerufenen Ass die Ruffarbe nur mit dem Ass anspielen. Einzige Ausnahme von dieser Regel ist das Davonlaufen: Hat der Spieler neben dem Ass noch drei oder mehr Karten der gerufenen Farbe, so kann er unten durch spielen, das heißt die gerufene Farbe mit einer anderen Karte anspielen. Ist die Ruffarbe auf diese Weise bereits einmal angespielt worden, darf das gerufene Ass nun auch abgeworfen werden.

### Die Soli: Farb-Solo und Wenz
Bei allen Solospielen spielt ein Alleinspieler gegen die drei Mitspieler. Solospiele haben bei der Ansage grundsätzlich Vorrang vor Normalspielen. Innerhalb der Solospiele genießt der Sie den höchsten Rang, gefolgt von Tout-Spielen, Farb-Solo und Wenz (zwischen den verschiedenen Farben der Solospiele gibt es keine Rangfolge). Die unter Sonderformen des Solo aufgeführten, seltener gespielten Varianten werden meist nach dem Wenz eingereiht.

#### Das Farb-Solo
Beim Farb-Solo sind nach wie vor die Ober und Unter in der genannten Reihenfolge die höchsten Trümpfe; der Solospieler sagt nun bei der Spielansage eine Farbe seiner Wahl an, die die restlichen Trümpfe in der Reihenfolge Ass bis Sieben festlegt.
Früher wurde dem Herz-Solo gelegentlich ein Vorrang vor den anderen Farb-Soli eingeräumt, was heutzutage nicht mehr üblich ist.

#### Der Wenz
Beim Wenz (auch: Bauernwenz, Hauswenz) gibt es lediglich vier Trümpfe, nämlich die Unter beziehungsweise Wenzen in der Reihenfolge Eichel, Gras, Herz und Schellen. Die Ober werden in den Farben zwischen König und Neun eingereiht, Herz gilt als normale Farbe.

#### Tout und Sie
Der Tout (frz. alles, in Bayern Du ausgesprochen) ist eine höherwertige Form des Solospiels (Farb-Solo-Tout wird wieder höher bewertet als Wenz-Tout). Der Spielmacher kündigt damit an, dass die Gegenseite keinen Stich machen wird; ist dies der Fall, gewinnt der Spielmacher, andernfalls die Nichtspielerpartei. Ein Tout wird normalerweise mit dem doppelten Tarif abgerechnet.
Das höchstwertige Solospiel im Schafkopf ist der Sie, der zustande kommt, wenn ein Spieler alle 4 Ober und Unter erhält (bei der kurzen Karte 4 Ober und die 2 höchsten Unter, was aber auch als Tout gelten kann). Die Wahrscheinlichkeit hierfür beträgt 1 : 10.518.300 (bei der kurzen Karte 1 : 134.596). Die Herkunft des Namens ist unklar, möglicherweise handelt es sich um eine volksetymologische Analogie zum Tout/Du. Er ist das einzige Spiel, welches regelkonform nicht ausgespielt werden muss und auf den Tisch gelegt wird. Die Abrechnung erfolgt normalerweise zum vierfachen Tarif.
Die Regeln der Schafkopfschule verbieten es, nach einem Sie mit den gleichen Karten weiterzuspielen. Es ist (insbesondere in bayerischen Wirtshäusern) üblich, die vier Ober und Unter einzurahmen und mit Datum und dem Namen des Spielers versehen an die Wand zu hängen. Die übrigen Karten werden weggeworfen.

## Spielverlauf

### Mischen, Abheben und Geben
Vor Spielbeginn wird der erste Geber bestimmt, meist durch Ziehen der höchsten Karte aus dem Kartenstapel.
Der Geber mischt die Karten, lässt den Spieler, der rechts neben ihm sitzt, abheben, und gibt dann anschließend im Uhrzeigersinn zweimal vier Karten aus (bei Turnieren oft auch 4 mal 2), wobei er mit dem Spieler links neben sich (= Vorhand oder erster Mann) beginnt, der auch herauskommt, das heißt der eröffnende Spieler ist. Die Rolle des Gebers wechselt im Uhrzeigersinn; vier Spiele ergeben eine Runde.
Beim Abheben sollen mindestens drei Karten abgehoben werden bzw. liegen bleiben; unter Berücksichtigung dieser Regel darf bis zu 3× abgehoben werden.
Anstatt abzuheben, darf auch geklopft werden; in diesem Fall darf der abhebende Spieler den Geber anweisen, die Karten anders als üblich zu verteilen – zum Beispiel alle acht statt 2 mal 4, entgegen dem Uhrzeigersinn usw.

### Spielansage
Vor dem eigentlichen Spielbeginn erfolgt die Spielansage, bei der bestimmt wird, wer Spieler ist und welche Spielvariante gespielt wird.
Der Ausspieler hat als erstes die Möglichkeit, entweder ein Spiel anzusagen (Ich würde spielen) oder zu passen (Ich bin weg/weiter). Danach wechselt das Recht zur Spielansage auf den im Uhrzeigersinn folgenden Spieler usw., bis am Ende der Geber gefragt ist.

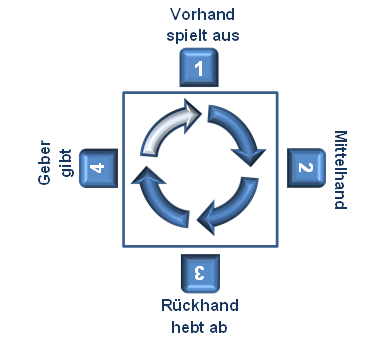
Reihenfolge der Spielansage

Ist ein Spiel angekündigt, haben gegebenenfalls die folgenden Mitspieler noch die Möglichkeit, ein höherwertiges Spiel (also ein Solo oder einen Wenz etc.) anzusagen (Ich spiele auch) und so das Spiel zu übernehmen; der erste Spieler kann nun seinerseits ein höherwertiges Spiel ankündigen, wodurch das Spiel wieder an ihn fallen würde. Bei gleichwertigen Spielen entscheidet die Sitzordnung.
Die Rangfolge der einzelnen Spiele gliedert sich gemäß nebenstehender Tabelle, Spiele des „reinen“ Schafkopfs in Fettdruck (* = Einordnung regional sehr unterschiedlich).

#### Wenn kein Spieler gefunden wird
Sollte kein Spieler ein Spiel ansagen, gibt es verschiedene Möglichkeiten, die vor dem Spiel vereinbart werden müssen:
- Es wird zusammengeworfen, das heißt, es wird erneut (vom im Uhrzeigersinn folgenden nächsten Geber) gemischt und ausgegeben.
- Das folgende Spiel oder die ganze folgende Runde werden zum Bockspiel oder Bockrunde, das heißt, die Tarife werden verdoppelt.
- Nach dem Zusammenwerfen wird von jedem Spieler ein Grundtarif in einen Stock (auch Topf genannt) eingezahlt; es handelt sich dabei um einen Jackpot, dessen Inhalt beim nächsten gewonnenen Partnerspiel vom Spieler herausgeholt werden kann bzw. bei einem verlorenen Partnerspiel aufgedoppelt werden muss (auch dazu existieren sehr unterschiedliche Regelungen; so können in einer Variante nur Soli den Stock herausholen, in einer anderen wird zwischen Spieler und Mitspieler geteilt).
- Beim Turnierschafkopf ist das Muss-Spiel gebräuchlich, das heißt, der Besitzer des Alten (gemeint ist der Eichel-Ober, also der höchste Trumpf) muss ein Spiel ansagen.
- Ebenfalls beim Turnierschafkopf wird oft ein Kreuzbock gespielt, bei dem die überkreuz sitzenden Spieler automatisch zusammengehören.
- Eine weitere Variante ist das Spielen eines Ramsch.

### Stiche
Ist das Spiel angesagt, spielt der eröffnende Spieler die erste Karte an; anschließend geben die Spieler nacheinander im Uhrzeigersinn Karten zu. Sobald vier Karten auf dem Tisch liegen, entscheidet sich, welchem Spieler der Stich gehört. Dieser nimmt die Stichkarten an sich und spielt die nächste Karte an; der weitere Verlauf erfolgt analog, bis alle 32 Karten – entsprechend 8 Stichen – gespielt sind.
Je nach Art der jeweils angespielten Karte unterscheidet man Farb- und Trumpfstiche.
Um zum Stich zu gelangen, ist entweder ein höherwertiges Bild derselben Farbe oder ein Trumpf zuzugeben. Befindet sich schon ein Trumpf im Stich, kann dieser nur mit einem höheren Trumpf gestochen werden. Das Überstechen mit einer höherwertigen Farb- oder Trumpfkarte ist keine Pflicht (kein Stichzwang), wird jedoch eine Farbe angespielt, müssen alle Spieler Karten derselben Farbe zugeben; wird ein Trumpf angespielt, muss entsprechend Trumpf zugegeben werden (Bedienpflicht). Hat ein Spieler die angespielte Farbe nicht, kann er entweder mit Trumpf stechen oder eine beliebige Farbkarte seiner Wahl abwerfen (kein Trumpfzwang).
Falsches Bedienen, Vorwerfen oder verbale Spielbeeinflussung hat grundsätzlich den Verlust des Spiels zur Folge. Ist ein Stich noch nicht abgeschlossen (liegen also die Karten noch offen auf dem Tisch), hat jeder Spieler das Recht, auf Anfrage den vorhergegangenen Stich einzusehen.

## Die Abrechnung
Nach Beendigung des Spiels und Auszählen der Punkte wird dieses gewertet. Bei Partnerspielen zahlen die beiden Verlierer an die beiden Gewinner den jeweils gleichen Betrag, bei Soli erhält der Solospieler seinen Gewinn (bzw. zahlt seinen Verlust) von allen drei Mitspielern. Die Gewinner müssen den korrekten Betrag der Spielabrechnung verlangen, bevor die Karten zum nächsten Spiel abgehoben worden sind. Wurde zu viel verlangt, kann bei strenger Regelauslegung der Differenzbetrag von der Verliererpartei doppelt zurückverlangt werden.

### Grundtarif
Schafkopf zählt nicht zu den Glücksspielen im Sinne des § 284 StGB und darf deshalb in Deutschland um Geld gespielt werden. Der Tarif ist – wie alles andere beim Schafkopf – eine Frage der Regelvereinbarung zu Beginn.
Normalerweise wird ein Grundtarif vereinbart, der die Basis für alle weiteren Berechnungen (Schneider/Schwarz, Laufende) darstellt. Für das Solo gilt ein Sondertarif, der sich nicht unbedingt am Basistarif orientieren muss, sondern eher nach der bequemsten Rechen- und Münzgröße bestimmt wird.
Demnach wird beispielsweise der Tarif mit 5 Cent als Basistarif und 20 Cent als Solotarif als 5/20 bezeichnet. In reinen Freizeitrunden findet man am häufigsten die Tarife 5/20, 10/20 und 10/50, wobei es nach oben keine Grenzen gibt. Für das Rufspiel wird auch oft ein zwischen Grund- und Solotarif liegender Tarif vereinbart (z. B. 10/20/50).

#### Schneider und Schwarz
Wird nach Spielende eine Partei Schneider, erhöht sich der Wert des Spiels einmal um den Grundtarif, bei Schwarz ein weiteres Mal (ob Spieler- oder Nichtspielerpartei gewonnen haben, spielt für die Tarifermittlung keine Rolle).
Schneider versteht sich hierbei als Ehrensache und wird freiwillig bezahlt, Schwarz muss hingegen vom Gewinner eingefordert werden.
Bei Wenz und Farb-Solo werden Schneider und Schwarz im langen Schafkopf nicht immer berechnet, im kurzen Schafkopf hingegen grundsätzlich.

#### Abrechnung von Laufenden
Befindet sich eine gewisse Anzahl der höchsten Trümpfe in ununterbrochener Reihenfolge in den Händen einer der beiden Parteien, nennt man dies Laufende (oder auch Bauern, Herren). Jeder Laufende erhöht den Basispreis des Spiels, normalerweise um einen weiteren Grundtarif (bei hohen Basispreisen wird manchmal nur der halbe Grundtarif berechnet). Die Anzahl der Laufenden ist folgendermaßen festgelegt:
- grundsätzlich mindestens drei (beim Wenz und verwandten Spielen manchmal zwei)
- beim Turnierschafkopf meist maximal vier (also nur die Ober; bei Privatrunden kann die maximale Zahl der Laufenden ebenfalls nur die Ober, aber auch Ober und Unter oder gar alle Trümpfe betreffen)

#### Bettel und Ramsch
Für den Bettel wird oft der Grundtarif (= Solo) als Berechnungsgrundlage benutzt, manchmal wird ein eigener Tarif ausgemacht.
Keine festen Regeln gibt es beim Ramsch: Entweder zahlt der Verlierer den Grundtarif oder einen eigens abgemachten Tarif an alle Spieler aus oder die beiden Spieler mit den meisten Punkten zahlen an die anderen beiden (besondere Konstellationen, die den Wert dieses Spiels erhöhen, sind im Kapitel Ramsch aufgeführt).

### Doppelte und vielfache Tarife
Eine ganze Reihe von Konstellationen führt beim Schafkopf zu einer Verdoppelung oder Vervielfachung des Basispreises; dieser wird dann inklusive Schneider/Schwarz sowie Laufende gerechnet.
Eine grundsätzliche Verdoppelung des Tarifs findet man oft bei der Hochzeit sowie obligatorisch beim Tout; beim Sie wird der vierfache Tarif berechnet.

#### Kontra
Je nach Vereinbarung kann vor oder beim Anspielen der ersten Karte ein Vertreter der Nichtspieler-Partei ein Kontra (Stoß, Spritze) geben, welches ebenfalls den Wert des Spiels verdoppelt. Eine häufig gespielte Variante des Kontra auf die Erste (Karte) ist das Kontra mit acht Karten, das heißt der Kontrageber kann in der ersten Runde warten, bis die Reihe an ihm ist.
Eine Übernahme des Spiels durch die Nichtspieler-Partei (d. h. diese benötigt nun 61 Augen zum Sieg – Kontra übernimmt) ist dabei nicht regelkonform, wird aber öfter praktiziert.
Das Kontra kann durch den Spieler oder seinen Partner mit Re(tour) (Gegenstoß) erwidert werden, wodurch sich der Spielwert nochmals verdoppelt, was wiederum durch weitere Verdoppelungen beantwortet werden kann.

#### Legen
Nach Aufnahme der ersten vier (bzw. drei bei der Spielvariante kurzes Blatt) Karten (Geber: letzte vier/drei Karten) können die Spieler im Uhrzeigersinn legen (doppeln, aufstellen, steigern, klopfen), das heißt den Wert des Spiels verdoppeln. Der Begriff legen erklärt sich dadurch, dass üblicherweise durch Herauslegen einer Münze oder eines anderen Gegenstandes, des Legers, angezeigt wird, dass der Spielwert verdoppelt wird.
Eine leicht entschärfte Form dieser Regelung kommt zustande, wenn nur der Ausspieler legen darf (oder der zweite Spieler nur legen darf, wenn der vor ihm befindliche Spieler bereits gelegt hat – nacheinander im Gegensatz zu durcheinander).
Durch das Legen im richtigen Moment kann man seine Gewinne verdoppeln oder seine Verluste verringern.

#### Bockspiele oder -runden
Unter Bockspielen oder -runden versteht man Spiele oder Runden, bei denen per se der doppelte Tarif zählt. Sie können aus den verschiedensten Anlässen stattfinden, zum Beispiel nach dem Zusammenwerfen, nach verlorenen Soli oder Kontra-Spielen sowie generell nach Schwarz- oder Re-Spielen.
Somit ergibt sich für die Berechnung des Spielpreises folgendes Schema (G = Grundtarif):
| Spiel               | Grundbetrag      | + Schneider               | + Schwarz                 | + Laufende            | Verviel-fachungen | weitere Verdopplungen (Kontra, Legen, Bock etc.) | = Spielpreis |
| Rufspiel            | 1 × G oder 2 × G | + 1 × G                   | + 1 × G                   | + je 1 × G oder ½ × G | –                 | jeweils × 2                                      | Summe        |
| Hochzeit            | 1 × G oder 2 × G | + 1 × G                   | + 1 × G                   | + je 1 × G oder ½ × G | × 2               | jeweils × 2                                      | Summe        |
| Wenz Farb-Solo etc. | 4 × G oder 5 × G | ohne Wertung oder + 1 × G | ohne Wertung oder + 1 × G | + je 1 × G oder ½ × G | –                 | jeweils × 2                                      | Summe        |
| Tout                | 4 × G oder 5 × G | –                         | –                         | + je 1 × G oder ½ × G | × 2               | jeweils × 2                                      | Summe        |
| Sie                 | 4 × G oder 5 × G | –                         | –                         | + je 1 × G oder ½ × G | × 4               | jeweils × 2                                      | Summe        |

### Stock
In den Stock (Pott, Henn usw.) wird bei zusammengeworfenen Spielen ein Grundbetrag einbezahlt. Durch ein vorher vereinbartes, für die Spielerpartei gewonnenes Spiel kann der Stock durch den Spieler gewonnen werden; wird dieses Spiel verloren, muss der Spieler (oder die Spielerpartei) den Inhalt des Stocks verdoppeln.
Bei Schafkopfturnieren findet man gelegentlich eine besondere Variante des Stocks, das sogenannte Reuegeld.

## Erweiternde Spielvarianten
Diese Spiele erweitern das Grundgerüst des klassischen Schafkopfs; auf Turnieren eher selten zu finden, haben sie in vielen etablierten Freizeitrunden ihren festen Platz.

### Sonderformen des Partnerspiels

#### Hochzeit
Ein Spieler (Hochzeiter), der nur einen einzigen Trumpf hat, legt diesen verdeckt auf dem Tisch aus und bietet damit eine Hochzeit an. Derjenige, der die Karte nun zuerst nimmt (gefragt wird wieder ausgehend vom Geber im Uhrzeigersinn) schiebt dem Hochzeiter verdeckt eine Ersatzkarte (zwingend ein Nicht-Trumpf) zu und ist nun dessen Partner. Bei der Variante Bauernhochzeit (auch: Doppelhochzeit) werden zwei Karten ausgetauscht.
Die Regeln für die Hochzeit sind regional etwas unterschiedlich; so kann die Karte des Hochzeiters auch offen auf den Tisch gelegt werden, oder sie ist erst erlaubt, wenn alle Spieler weiter sind.
Im (sehr seltenen) Fall, dass zwei Spieler nur jeweils einen Trumpf halten, ist auch eine Doppelte Hochzeit möglich. Als Spielerpartei gilt dabei dasjenige Paar, das den ersten Hochzeiter ansagt.

#### Kreuzbock
Der Kreuzbock oder Goaß ist eine bei bestimmten Gelegenheiten (beispielsweise alle weiter, nach Herz-Solo oder nach verlorenem Solo) gespielte Variante des Partnerspiels; üblicherweise werden vier Spiele (eine Runde) gespielt. Dabei gehören die gegenüber (überkreuz) sitzenden Mitspieler automatisch als Partner zusammen.
Eine Besonderheit dieser Variante ist die Tatsache, dass es keine Spielerpartei im eigentlichen Sinn gibt; normalerweise gilt daher – regional unterschiedlich gehandhabt – folgende Übereinkunft:
- die Partei, die zuletzt Kontra gegeben hat, gilt als Spielerpartei
- wurde kein Kontra gegeben, gilt die Partei, die zuerst gelegt hat, als Spielerpartei
- wurde weder Kontra gegeben noch gelegt, gilt die ausspielende Partei als Spielerpartei

#### Muss-Spiel
Das Muss-Spiel (Pflichtspiel) ist die bei Turnieren häufigste Variante für den Fall, dass alle vier Mitspieler passen. In diesem Fall muss der Besitzer einer bestimmten Karte (fast immer des Eichel-Obers) spielen.
Das Muss-Spiel hat einige Besonderheiten; so gilt das Spiel meist für die Spielerpartei bereits mit 60 Augen als gewonnen und mit 30 Augen als Schneider frei (entsprechend mit 90 Augen als mit Schneider gewonnen). Außerdem darf kein Kontra gegeben werden.
Ist der Muss-Spieler gesperrt, das heißt, besitzt er keine Farbe ohne das zugehörige Ass, ist auch eine sogenannte Renonce (/rənɔ̃s/, frz. Fehlfarbe) möglich, das heißt, er darf ausnahmsweise ein Ass rufen, von dessen Farbe er selbst keine Karte besitzt. Eine Renonce muss angesagt werden.
Hält der Muss-Spieler schließlich alle drei Farb-Asse selbst, so darf er auch eine Farb-Zehn (gegebenenfalls sogar einen Farb-König) seiner Wahl rufen.
Bei einem Renoncespiel empfiehlt es sich demnach für den Gegenspieler, die gerufene Karte nicht zu suchen, da der Spieler vermutlich diese Farbe frei ist.

### Sonderformen des Solo
Auch diese Spiele haben meist nur regionale Bedeutung, daher werden hier nur die gängigsten aufgeführt.

#### Geier
Der Geier ist eine Abwandlung des Wenz, bei dem ausschließlich die Ober als Trümpfe fungieren. Analog gibt es Varianten, in denen ein anderes Kartenblatt die Funktion der Unter im Wenz übernimmt. Beim König (Keni, Krone, Habicht, King, Bart) sind dies beispielsweise die Könige oder beim Eisenbahner die Zehnen.

#### Farbwenz
Der Farbwenz ist eine Mischform aus Wenz und Farb-Solo, das heißt, neben den Untern als höchsten Trümpfen wird noch eine Trumpffarbe ausgewählt, die Ober werden eingereiht, so dass es elf Trümpfe gibt. Auch hier gibt es Varianten, in denen ein anderes Kartenblatt die Funktion der Unter im Farbwenz übernimmt, beim Farbgeier etwa die Ober.

#### Bettel (Null)
Der Bettel ist ein klassisches Negativspiel, d. h. der Solospieler darf dabei keinen einzigen Stich machen. Es gibt keine Trümpfe; die Reihenfolge der Karten ist – abweichend von den anderen Spielen – (von oben nach unten) Ass/Sau, König, Ober, Unter, Zehn, Neun, Acht, Sieben. In manchen Regionen kann er auch offen (ouvert oder Bettel-Brett) gespielt werden.
Abwandlung: In manchen Regionen wird der Bettel auch so gespielt, dass Ober, Unter und Herz wie beim normalen Rufspiel auch Trümpfe sind. Außerdem bleibt die Reihenfolge der Karten erhalten, d. h. As/Sau, Zehn, König, 9, 8, 7. Diese Abwandlung ist auch besser bekannt als Mörtel.
Eine weitere gängige Abwandlung des Bettel ist der Twister. Hierbei muss der Spieler analog zum Solo über 60 Punkte erreichen, um zu gewinnen. Trumpf sind die niedrigsten Karten im Spiel – sprich die Siebenen im langen und Neunen im kurzen Blatt – in der Farbreihenfolge Schellen, Herz, Gras und Eichel. Alle anderen Regeln werden (fast) wie ein verdrehtes (eng. twisted) Bettel gespielt. Es gibt keinen Farbtrumpf und die Stichreihenfolge ist umgedreht. Sieben (Trumpf im langen Blatt), Acht, Neun (Trumpf im kurzen Blatt), Zehn, Unter, Ober, König, Ass/ Sau. Es muss Trumpf und Farbe zugegeben werden. Twister wird vorwiegend in Franken gespielt.
Mit dem Bettel verwandt ist der Ramsch Tout oder Pfd; der Solospieler darf ebenfalls keinen Stich machen, es gibt jedoch Trümpfe (Ober, Unter und Herz).
Manchmal wird auch eine Mischvariante gespielt. Hierbei gelten zwar Ober und Unter als Trumpf, es existiert aber keine Trumpffarbe.

### Der Ramsch
Der Ramsch ist eine Variation des Spiels, wenn keine Spielansage stattgefunden hat (oft hat auch der letzte Mann die Möglichkeit, Ramsch anzusagen, falls die vor ihm sitzenden Spieler alle weg sind). Im Unterschied zu den anderen Spielarten spielen hier alle gegeneinander, d. h. jeder für sich allein.
Es gelten dieselben Trümpfe wie beim Rufspiel, aber es geht darum, möglichst wenig Augen zu machen. Der Spieler mit den meisten Augen verliert und zahlt an alle anderen Spieler.
Haben zwei oder mehr Spieler dieselbe Augenzahl, so verliert der Spieler mit den meisten Stichen. Ist die Stichzahl ebenfalls gleich, verliert derjenige mit den meisten Trümpfen in den Stichen; ist auch diese Zahl gleich, so verliert der Spieler mit dem höheren Trumpf. Aus dem Skat übernommene Sonderregelungen sind der Durchmarsch (oder Mord) (d. h. ein Spieler macht alle Stiche und gewinnt das Spiel) und die Jungfrau (d. h. ein oder zwei Spieler machen keinen Stich, der Verlierer zahlt doppelt oder vierfach).

### Sonderrunden
Bisweilen werden nach gewissen Ereignissen Sonderrunden mit abweichenden Regeln gespielt (beispielsweise auch Kreuzbockrunden, Doppler- bzw. Bockrunden und Ramschrunden).

#### Schieberrunden
Der Eichel- und der Grasober werden vor dem Geben aus dem Spiel genommen; der Geber gibt aus wie gewöhnlich, erhält aber selbst nur sechs Karten. Der Ausspieler nimmt die beiden Karten auf und darf (ausschließlich) ein Farbsolo spielen. Er gibt (schiebt) dafür zwei beliebige Karten im Uhrzeigersinn verdeckt weiter. Der zweite Spieler nimmt seinerseits die geschobenen Karten auf und schiebt zwei beliebige weiter usw. bis zum Geber, der nun ebenfalls acht Karten hat; anschließend erfolgt die Spielansage (im Fall, dass der Ausspieler kein Solo spielen will, gibt es unterschiedliche Regelungen; beispielsweise können die Ober an den Geber zurückgeschoben werden).
Möglich ist der Schieber auch mit drei Karten (aufgenommen werden die drei höchsten Ober, der Ausspieler muss ein Solo spielen) oder mit vier Karten (aufgenommen werden alle vier Ober, das Solo muss vor der Kartenverteilung bestimmt werden).
Mit dem Schieber verwandt ist die Münchner Teufelsrunde. Der Ausspieler bekommt den Eichel-Ober, den Gras-Ober, den Schellen-Ober und den Eichel-Unter fest zugeteilt und muss vor dem Geben sein Solo ansagen.

#### Weitere Sonderrunden
Aus der Vielzahl dieser oft nur regional interessanten Sonderspiele kann hier nur eine mehr oder weniger willkürliche Auswahl wiedergegeben werden:
- Beim Hadsch/Hatsch(aten) (= Hochdeutsch: „Der Humpelnde“) muss der Ausspieler spielen und hat automatisch Kontra.
- Bei der Allgäuer Runde (Chiprunde, Fisiko, Drei-Geld-Runde) werden drei Runden gespielt, in denen jeder Spieler jeweils ein Rufspiel, einen Wenz und ein Farbsolo spielen muss.
- Beim Strixner findet zunächst keine Spielansage statt, alle Beteiligten spielen nach Normalspielregeln für sich alleine; wer den dritten Stich erhält, muss ein Solo ansagen.
- Beim Zupf-Solo gibt der Solospieler einem Mitspieler eine Karte seiner Wahl und zieht (zupft) diesem dafür eine beliebige Karte (Schwaben).
- Beim Minas wird nach einem gewonnenen Solo-Spiel eine Runde mit Pflichtsoli gespielt. Der jeweils vorne sitzende Spieler muss ein Solo seiner Wahl spielen. Nach Abschluss der Runde zahlt der Spieler mit dem schlechtesten Solo einen zuvor ausgemachten Preis an die drei Gewinner. (Mönchberg, Unterfranken)[25]

#### Letzte Runde
Mit dem Spruch „Der Alte gibt die letzte Runde“ endet traditionell eine Schafkopfsitzung.
Der Spieler, der zuletzt bei einem Rufspiel den Eichel-Ober im Blatt hatte, gibt hiernach das erste Spiel zur letzten Runde aus. Für die letzte Runde gelten manchmal besondere Regeln (doppelte Wertung der Spiele, nur Soli o. a.).

### Varianten mit abweichender Spieleranzahl
Stehen mehr oder weniger als vier Mitspieler zur Verfügung, kann auf folgende Varianten zurückgegriffen werden:
- Schafkopf zu fünft: Entspricht dem normalen Schafkopfspiel, der jeweilige Geber setzt aus.
- Schafkopf zu dritt: Stehen nur drei Mitspieler zur Verfügung, so wird mit kurzem Blatt gespielt. Jeder Spieler erhält acht Karten. Bei dieser Variante, die bei Turnieren nicht zulässig ist, wird ausschließlich Solo oder Wenz gespielt
- Schafkopf zu zweit: Auch Aufgelegter, Bauern- oder Offiziersschafkopf, schafkopfähnliches Spiel mit stark abweichenden Regeln, vgl. auch Offiziersskat

## Sonstiges

### Schafkopf als Kulturgut
In jüngster Zeit wird in bayerischen Medien die abnehmende Bedeutung des Schafkopfspiels als Freizeitbeschäftigung, insbesondere bei der Jugend, thematisiert. Dies wird auch auf kommunalpolitischer Ebene als drohender Verlust eines Teils der bayerischen Identität begriffen; gegensteuernde Maßnahmen finden daher immer breitere Unterstützung. So werden an immer mehr Volkshochschulen in Bayern Schafkopfkurse angeboten.

### Turnierschafkopf
Schafkopf ist als reines Freizeitspiel per Definition unorganisiert; dennoch richten in Bayern viele Vereine des öffentlichen Lebens, wie etwa Sport- oder Schützenvereine, aber auch Brauereien und Gaststätten, regelmäßig ein Schafkopfturnier (auch: Schafkopfrennen) aus. Trotz des vergleichsweise einheitlichen Regelwerks dieser Turniere gibt es auch hier noch erhebliche regionale Unterschiede.

### Rekorde
Das Guinness-Buch der Rekorde erkannte Kartenspielrekorde bis 2006 nur an, wenn diese auf einem vollständigen Satz mit 52 Karten basierten. Erst nach Intervention des Bayerischen Rundfunks wurde diese Regel gelockert und Schafkopf in dieser Kategorie anerkannt; seitdem wird der Rekord im Dauerkartenspiel ausschließlich von Schafkopfrunden gehalten (aus medizinischen Gründen gestatten die Guinness-Regeln dabei zwei Auswechselspieler). Der letzte verbriefte Weltrekord ist mit 170 Stunden aus dem Jahr 2011, aufgestellt in München durch Michael Ott, Axel Barth, Basti Stöhr, Don Kalal, Sarah Birke und Rudi Scheunemann.
Im August 2024 wurde ein neuer Rekordversuch über 192 Stunden in Sonthofen im Oberallgäu aufgestellt. Die offizielle Anerkennung durch Guinness World Records steht noch aus.

### Trivia
- Schafkopf verfügt über eine eigene, für Außenstehende nicht immer völlig verständliche Schafkopf-Sprache.
- In einer bairischen Version des Liedes Herz ist Trumpf (Dann rufst du an …) von Trio beschrieb Max Griesser den Verlauf eines Herz-Solo-Schafkopf-Spieles.
- Auch der Kriminalroman Schafkopf von Andreas Föhr thematisiert das Spiel.[29]
- Schafkopf – a bissel was geht immer ist der Titel einer seit 2012 ausgestrahlten Vorabendserie im ZDF.[30]
- Der FC Bayern München stellte für die Champions-League-Saison 2022/23 ein Adidas-Trikot im Schafkopfdesign vor. Innerhalb abgesetzter Rauten sind auf dem Trikot die Symbole der Blattfarben Eichel, Gras, Herz und Schellen zu sehen.[31]